# Nordmakedonien ved vinter-OL 2022
Nordmakedonien deltager i vinter-OL 2022 i Beijing, Kina i perioden 4. – 20. februar 2022.

## Deltagere
Følgende er listen over disciplinerne, som repræsenterede deltagere optræder i.
| Sport         | Mænd | Kvinder | Total |
| ------------- | ---- | ------- | ----- |
| Alpint skiløb | 1    | 0       | 1     |
| Langrend      | 1    | 1       | 2     |
| Total         | 2    | 1       | 3     |

## Medaljer
| 2022 Beijing   | Guld | Sølv | Bronze | Total |
| Nordmakedonien | -    | -    | -      | -     |

### Medaljevindere
| Nordmakedonien under vinter-OL 2022 i Beijing | Nordmakedonien under vinter-OL 2022 i Beijing | Nordmakedonien under vinter-OL 2022 i Beijing | Nordmakedonien under vinter-OL 2022 i Beijing | Nordmakedonien under vinter-OL 2022 i Beijing |
| Medalje                                       | Navn                                          | Sport                                         | Event                                         | Dato                                          |
| --------------------------------------------- | --------------------------------------------- | --------------------------------------------- | --------------------------------------------- | --------------------------------------------- |
| Guld                                          | -                                             | -                                             | -                                             | -                                             |
| Sølv                                          | -                                             | -                                             | -                                             | -                                             |
| Bronze                                        | -                                             | -                                             | -                                             | -                                             |